# Малый Смердяч
Малый Смердяч — деревня в Кадуйском районе Вологодской области. Входит в состав сельского поселения Семизерье (до 2015 года входила в Рукавицкое сельское поселение), с точки зрения административно-территориального деления — в Чупринский сельсовет.
Расстояние по автодороге до районного центра Кадуя — 7,5 км, до центра муниципального образования деревни Малая Рукавицкая — 5,5 км. Ближайшие населённые пункты — Большой Смердяч, Якимово, Чуприно.
По переписи 2002 года население — 15 человек.